# Alfred Štok
Alfred Štok (1876-1946), bio je nemački neorganski hemičar. Radio je inovativna istraživanja o hidridima bora i silicijuma, kompleksnim jedinjenjima, živi i trovanju živom. Nemačko hemijsko društvo je nazvalo svoju Alfred-Štokovu memorijalnu nagradu po njemu.

## Život
Rođen je u Dancigu i edukovao se u Fridrih-Verder srednjoj školi u Berlinu. 1894. godine upisao je studije hemije na Humboltovom univerzitetu u Berlinu. Nakon što je završio svoju disertaciju o kvantitativnom odvajanju arsenika i antimona (mentor mu je bio Emil Fišer) dobio je zvanje doktora (phD).
1899. godine radio je sa francuskim hemičarem i toksikologom Henrijem Moisanom u Parizu, u trajanju od godinu dana. Imao je zadatak da sintetiše tada još nepoznata jedinjenja bora i silicijuma. Pet godina kasnije postaje profesor na Vroclavskom univerzitetu. 1916. godine nasledio je Ričarda Vilštatera na mestu direktora Kajzer-Vilheml Instituta za hemiju u Berlinu. Kasnije postaje i direktor odseka za hemiju na Univerzitetu u Karlsrue-u, od 1926. do 1936. godine. 1932. godine predaje kao gost na univerzitetu Kornel u Itaci 4 meseca.